# Genisteae
Tribu
Classification phylogénétique
Synonymes
- Cytiseae Horan.[2]
- Laburneae (Rouy) Hutch.[2]
- Lupineae (Rouy) Hutch.[2]
- Uliceae Webb[2]

Les Genisteae sont une tribu de plantes à fleurs dicotylédones de la famille des Fabaceae et de la sous-famille des Faboideae, à répartition cosmopolite.

## Liste des genres
Selon BioLib (12 août 2018) :
- Adenocarpus DC.
- Anarthrophyllum Benth.
- Argyrocytisus Raynaud
- Argyrolobium Eckl. & Zeyh.
- Calicotome Link
- Chamaecytisus Link
- Cytisophyllum O. Lang
- Cytisus Desf.
- Dichilus DC.
- Echinospartum (Spach) Fourr.
- Erinacea Adans.
- Genista L.
- Gonocytisus Spach
- Hesperolaburnum Maire
- Laburnum Fabr.
- Lupinus L.
- Melolobium Eckl. & Zeyh.
- Petteria C. Presl
- Podocytisus Boiss. & Heldr.
- Polhillia C.H. Stirt.
- Retama Raf.
- Sellocharis Taub.
- Spartium L.
- Stauracanthus Link
- Ulex L.